# ハルコビヨリ
『ハルコビヨリ』は、『まんがくらぶオリジナル』および『まんがライフオリジナル』（竹書房）で連載された小坂俊史の4コマ漫画作品。
はちゃめちゃな同棲ライフを送っている永井ハルコ・里見靖とその2人を取り巻く人々を描いた作品。

## 主な登場人物
永井 ハルコ（ながい はるこ）
里見靖と同棲中の、お好み焼き屋「やきランド」で働く自由奔放な女。4月11日生のAB型。24歳。香川県出身。身長164センチ、体重54キロ。
とにかくマイペースでズボラな性格。かなりの酒豪でもある。
大学卒業後はOLとして働いていたが同僚の恵（後述）とともに半年でやめ、現在の職に。OLのころは「最高のお茶くみ」と呼ばれていた。
髪型はポニーテール。たまにおろしたりみつあみにしてもらったりしているが、不器用なため、一度やってもらうとなかなかほどこうとしない。
靖とは大学のサークルで出会う。付き合い始めてからは5年に、同棲を始めてからは1年半になる。
料理は基本的に彼女の担当だが、作る料理はとんでもないものが多い。そのレシピの一部は単行本のカバー裏に掲載されている。
一度何かにハマるとしばらく止まらない。これまでクッキーの缶にあるプチプチつぶし、レトルトカレー、蛸をゆでることなどにハマっていた。
職場ではフロアチーフ。出勤シフト決定権を持っているため、それを利用して毎月10日以上の休みを確保している。その上遅刻や欠勤もしょっちゅうなため、勤務態度は決していいとは言いがたい。なぜかバイトには人気がある。
靖のやることなすことに対してよく対抗意識が働く。
よく終電を逃しては友達と朝まで飲み歩く。その帰り道に早番で出勤中の靖と電車内で遭遇することもある。
酒癖はかなり悪く、店から出入り禁止を食らったり、電柱によじ登ったり、川に飛び込んだり、鉄道の信号機を壊したこともある。
自動車免許は持っているが、路上に1回しか出たことがないペーパードライバー。それでもゴールド免許ではない。
見た物の影響を受けやすく、スクールウォーズを見て花園ラグビー場に行きたいと言いだしたり、ぐりとぐらを読んで、それからしばらく晩飯がカステラばかりになったことがあった。
阪神タイガースのファン。
女らしさがほとんど無い。言動も男っぽく、雑誌を引き裂いたりするほどの怪力を持つ。スカートを穿くことは珍しい。
実は既に密かに、靖との婚姻届を出してしまってある。
里見 靖（さとみ やすし）
永井ハルコと同棲中の、大型安売店「Dストア」で働く忍耐の男。10月29日生のA型。24歳。茨城県土浦市出身。身長170センチ、体重62キロ。ハルコからは「やっさん」と呼ばれる。
ハルコのやることに耐えつつツッコミも入れるストッパーのような存在。一応ハルコとの結婚も考えている。
ハルコと知り合ったきっかけは、大学のサークルで靖の蹴ったボールがハルコの顔面に当たり（おそらくハルコがわざと当てられに行ったと思われる）、落とし前としてハルコ所属のサークルに無理矢理入部させられたこと。靖はサッカー同好会、ハルコは軽音楽サークルだった。
サークルではドラムと作詞を担当。ハルコが赤面するほど恥ずかしい詞を書いたことがある。
職場では商品管理を主な仕事とし、セール時には売り場に出されて接客もする。職場は年中無休のため、正月には実家に帰れないことがほとんど。
職場の仲間とともに作ったサッカーチーム「F.C.ストアーズ」に所属している。ポジションはDF。
背中にほくろが2つある。また、へそにゴマがたまりにくい。
ハルコによく誕生日を忘れられている。
ハルコ同様、自動車免許を持っているがペーパードライバー。こちらは一応ゴールド免許。
東京ヤクルトスワローズのファン。
山内 恵（やまのうち めぐみ）
ハルコのOL時代の同僚で親友。12月11日生のB型。24歳。埼玉県出身。身長150センチ。通称は恵ちゃん。
ハルコとの出会いは会社の入社式。そこに二日酔いで現れたハルコを見たときにピンと来たらしい。
その後、ハルコと同じ会社で半年勤務の後、酒の席で2人で「会社やめたる宣言」をして退社。その後も交流が続いて親友に。
ハルコに負けず劣らずの酒豪。性格はハルコと比べると割とまともだが、酒がらみのだらしないエピソードに関してはハルコをも凌ぐ逸材。
退社後はフリーターとして写真屋で働いていたが、二日酔いが原因でクビに。それを反省して禁酒宣言をするが、一週間でやめる。職はそれ以後転々としている。
特技は掃除。
ハルコ・靖の家に遊びに来ることも多い。靖とは友達の友達程度の関係。ハルコの策略により二人きりにされたこともあったが、普段、『直接会話をすることの無い二人』だったために気まずい雰囲気になった。
児玉 一晃（こだま かずあき）
靖の職場の1年後輩。5月13日生のA型。23歳。静岡県出身。身長176センチ、体重62キロ。
靖との出会いは入社式の後にほかの人が同期入社のかわいい子に夢中になっている中、声をかけてくれたこと。
靖とは同じ課に所属し、机とロッカーも隣同士。
「F.C.ストアーズ」所属。ポジションはFW。
帰宅途中に靖・ハルコの家があるため、週に1度は遊びに行っている。そのためハルコとも割と仲がいい。
以前は同棲に憧れを持っていたが、靖の苦労を目の当たりにしているため、憧れが消えつつある。
大家さん
本名不明。ハルコ・靖が入居している雑居ビルのオーナーである中年女性。最上階の5階に住んでいる。
これまでは家賃の支払方法を自分に直接手渡しする方法にしていたが、銀行振込に変えた。
よく家賃を滞納し、好き勝手し放題のハルコ・靖に頭を抱えている。
一度髪型を変えたことがあるが、ハルコから「座敷犬」と呼ばれた。
まんがくらぶオリジナルで連載していた時はレギュラーで登場していた（小坂俊史作品「登場位置固定キャラクター」）が、まんがライフオリジナルの連載のみになってからはイレギュラー出演になった。
横田 美奈子（よこた みなこ）
「やきランド」でバイトをしている学生。21歳。
靖に一目惚れし、片思い中。ハルコの手から奪おうと思っているが、今のところ見込みなし。彼女の中で靖のイメージはかなり美化されている。
髪型はロングヘアだが、靖がショートヘアが好きだと勘違いし、ショートヘアにしたことがある。
ハルコからは「横ちん」（愛称）、「仕事の鬼」と呼ばれている。
まんがライフオリジナル連載における「登場位置固定キャラクター」。
中村さん（なかむら-）
ハルコ、横田さんの同僚。靖と喧嘩をして家を出たハルコの連絡役をしたり、横田さんにツッコミを入れたりしている。
リサコ
ハルコ、恵の飲み友達。よく3人で飲み歩いている。
交友関係がただれている。自前のブログを持っている。

## エピソード
- 初代担当編集者から、「小坂漫画に華＝女子を描こう」という指令で始まった作品[1]。作者自身も思い入れの強い作品であり、「もし昔の作品をもう一度描くならハルコビヨリ」と述べている[2]。
- 同棲の舞台となっている部屋の間取りは、重野なおき・藤島じゅん夫妻の家を参考にしている[1]。
- 漫画感想サイトの「男らしい漫画」というアンケートで、『男の星座』『北斗の拳』などと並んで4位にランクインしたことがある[3]。

## 雑誌情報
掲載誌（すべて竹書房刊）
- まんがくらぶオリジナル（月刊） - 2002年10月号から2005年11月号まで連載。
- まんがライフオリジナル（月刊） - 2003年11月号から2008年2月号まで連載。

単行本 - 竹書房より「バンブーコミックス」として刊行されている。
- 第1巻 ISBN 9784812459959
- 第2巻 ISBN 9784812461662
- 第3巻 ISBN 9784812465059
- 第4巻 ISBN 9784812468791